# Adrian Breacker
Adrian Breacker   (Surrey, 28 de març de 1934 - 23 de febrer de 2023) és un atleta anglès ja retirat, especialista en curses de velocitat, que va competir durant la dècada de 1950.
En el seu palmarès destaca una medalla de plata en els 4x100 metres al Campionat d'Europa d'atletisme de 1958. Formà equip amb Peter Radford, David Segal i Roy Sandstrom. Als Jocs de l'Imperi Britànic i de la Comunitat de 1958 va guanyar una medalla d'or en els 4x110 iardes. El 1957 fou subcampió britànic de l'AAA de les 100 iardes.

## Millors marques
- 100 metres. 10.5" (1960)
- 200 metres. 21.4" (1960)[4]